# Plutomerus indicus
Plutomerus indicus är en stekelart som först beskrevs av Durgadas Mukerjee 1981.  Plutomerus indicus ingår i släktet Plutomerus och familjen gallmyggesteklar. Inga underarter finns listade i Catalogue of Life.